# Brynkrabbspindel
Brynkrabbspindel (Xysticus audax) är en spindelart som först beskrevs av Schrank 1803.  Brynkrabbspindel ingår i släktet Xysticus och familjen krabbspindlar. Arten är reproducerande i Sverige. Utöver nominatformen finns också underarten X. a. massanicus.